# Grand Palais
El Grand Palais des Beaux-Arts, també anomenat Grand Palais des Champs-Elysées i popularment conegut com a Grand Palais, és un edifici singular de la ciutat de París, situat als Camps Elisis, al 8è districte. Conforma un conjunt monumental amb el Petit Palais i el pont Alexandre III.
El Grand Palais es va construir l'any 1897 per allotjar l'Exposició Universal de 1900, celebrada entre el 15 d'abril i el 12 de novembre del mateix any. Era un complex procés de gestació en el qual van participar diversos arquitectes. És al mateix lloc del Palau de la Indústria, edifici construït per a l'Exposició Universal de 1855.
Destaca per un estil arquitectònic eclèctic, denominat «estil Beaux-Arts», característic de l'Escola de Belles Arts de París. L'edifici reflecteix el gust per la rica decoració i ornamentació a les  façanes en pedra, el formalisme de la planta i realitzacions fins aleshores noves com la gran coberta envidriada, l'estructura de ferro i acer, i l'ús del formigó armat.
Com proclama un dels frontons, el Grand Palais va ser creat com a «Monument consacré par la République à la gloire de l'art français» ('monument consagrat per la República a la glòria de l'art francès'), que servia com a lloc de les manifestacions oficials de la III República Francesa i símbol del gust d'una part de la societat de l'època. Amb el temps i amb la decadència de l'estil Beaux-Arts, el Grand Palais progressivament va servir com a centre per a salons tecnològics, exposicions comercials dels sectors de l'automòbil, de l'aeronàutica, de les ciències o de l'esport, i es convertí en un testimoni de l'evolució de l'art modern i dels avenços de la civilització durant el segle xx. Des del 1937 allotja el Palais de la découverte, destinat a les ciències aplicades, i des del 1964 les Galeries nationales du Grand Palais per a l'exposició de col·leccions provinents de museus nacionals francesos.
Fou edificat sobre un terreny inestable que amb el temps va afectar l'estructura; per aquest motiu, des del 1990 va començar una llarga i costosa obra de restauració. La nau central va ser reoberta el 2005 per a la celebració de salons i exposicions temporals. El 12 de juny de 1975 aquesta nau central va ser catalogada com a monument històric, classificació que es va estendre el 6 de novembre del 2000 a la totalitat dels 40.000 m² del Grand Palais. El 13 de juliol de 2008 va allotjar la cimera de caps d'estat i el govern fundacional de la Unió per la Mediterrània.

## Història

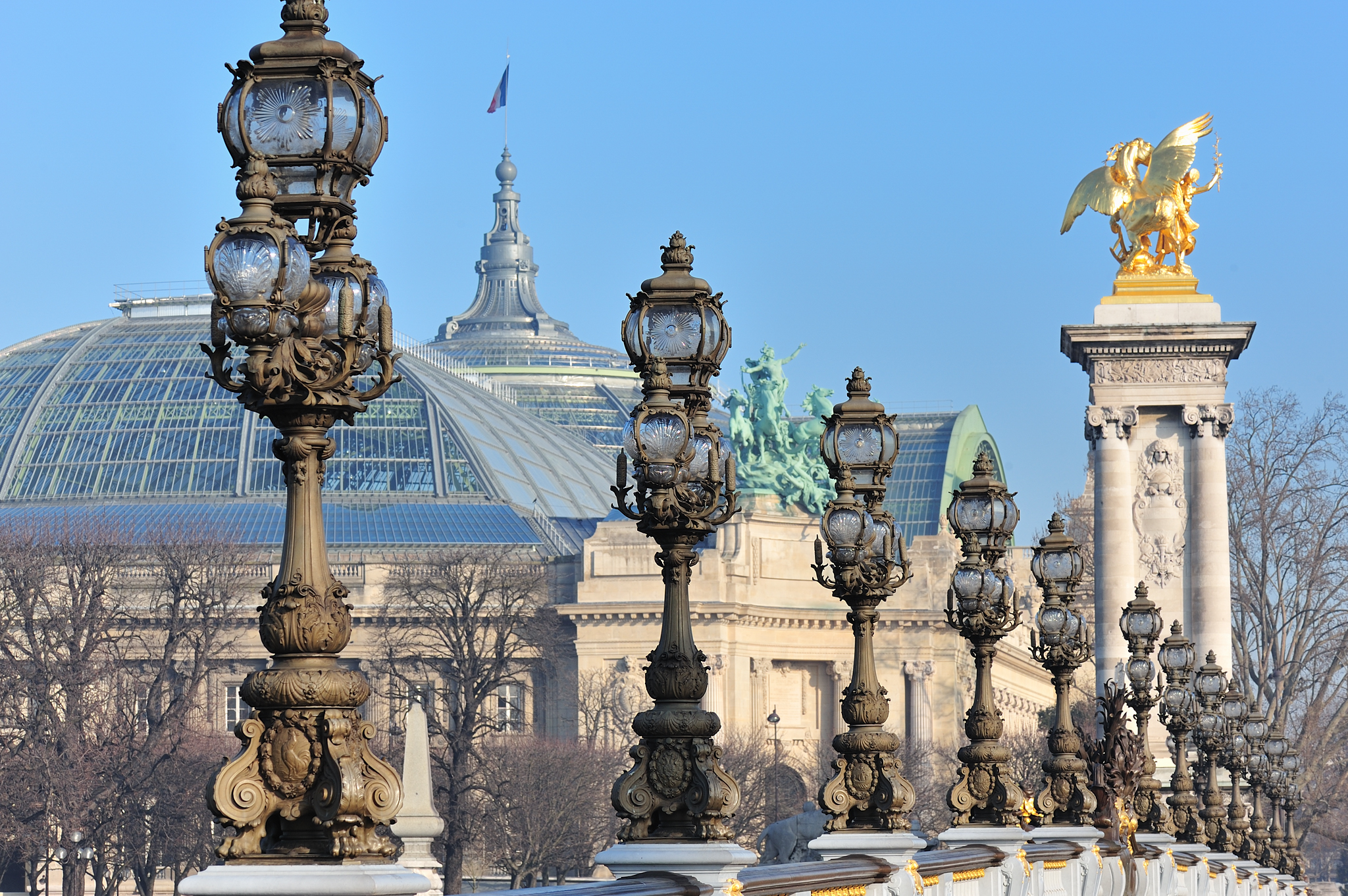
Grand Palais des del Pont Alexandre III

Després de la decisió del govern francès el 1892 d'organitzar una nova exposició universal l'any 1900, la comissió preparatòria va recomanar la demolició del Palau de la Indústria del 1855, i l'edificació d'un nou edifici que millorés l'entorn urbanístic de l'esplanada on tindria lloc l'esdeveniment, de manera que pogués obrir-se una àmplia via que enllacés en perspectiva l'eix de la plaça dels Invàlids amb l'avinguda dels Camps Elisis. Una vegada redactat el pla, per decret de 22 d'abril de 1896 es va decidir l'organització d'un concurs d'idees entre arquitectes, però contràriament al previst per a les edificacions de l'Òpera Garnier, el 1875, o la de l'antic palau del Trocadéro, el 1878, el concurs no va tenir caràcter internacional i es va reservar a arquitectes francesos.
Després d'un debat entre els organitzadors, la premsa i el gran públic, no es va poder triar un únic guanyador, per la qual cosa va ser seleccionat un equip de quatre arquitectes per realitzar una síntesi de les seves propostes i consensuar un projecte comú. La direcció general es va encarregar a Charles-Louis Girault, mentre que els altres tres arquitectes, Henri Deglane, Albert Louvet i Albert-Félix-Théophile Thomas es van especialitzar cadascun en la construcció de les diferents seccions de l'edifici:
- Charles-Louis Girault (Cosne-Cours-sur-Loire, 1851 - París, 1932): Encarregat de la direcció general de l'obra, va supervisar la versió definitiva dels plans. Va haver d'assegurar, al mateix temps, el mestratge de l'obra del Petit Palais, després convertit en el Museu de Belles Arts de París.[5]
- Henri Deglane (París, 1855 - París, 1931): Va realitzar les naus nord i meridional, de la nau major i de la part transversal, anomenada «paddock», de les façanes i decoració amb frisos i mosaics, que l'envolten, i en particular de l'entrada principal i el peristil situat a ambdós costats de la «nova avinguda», futura avinguda Nicolau II, després anomenada Winston Churchill.[5]
- Albert-Félix-Théophile Thomas (Marsella, 1847 - París, 1907): Va construir l'ala oest, el «Palau d'Antin» i els alçats corresponents sobre l'avinguda d'Antin, la futura avinguda Víctor Manuel III, batejada més tard com avinguda Franklin Delano Roosevelt.[5]
- Albert Louvet (París, 1860 - París, 1936): Autor del pla, responsable d'edificar la secció central, que connecta de manera simètrica les obres de Deglane i Thomas, incloent-hi el «Saló d'honor». En coordinació amb Deglane, va participar també a la gran escala d'honor i la decoració de la paret del fons del «paddock».[5]

## La construcció

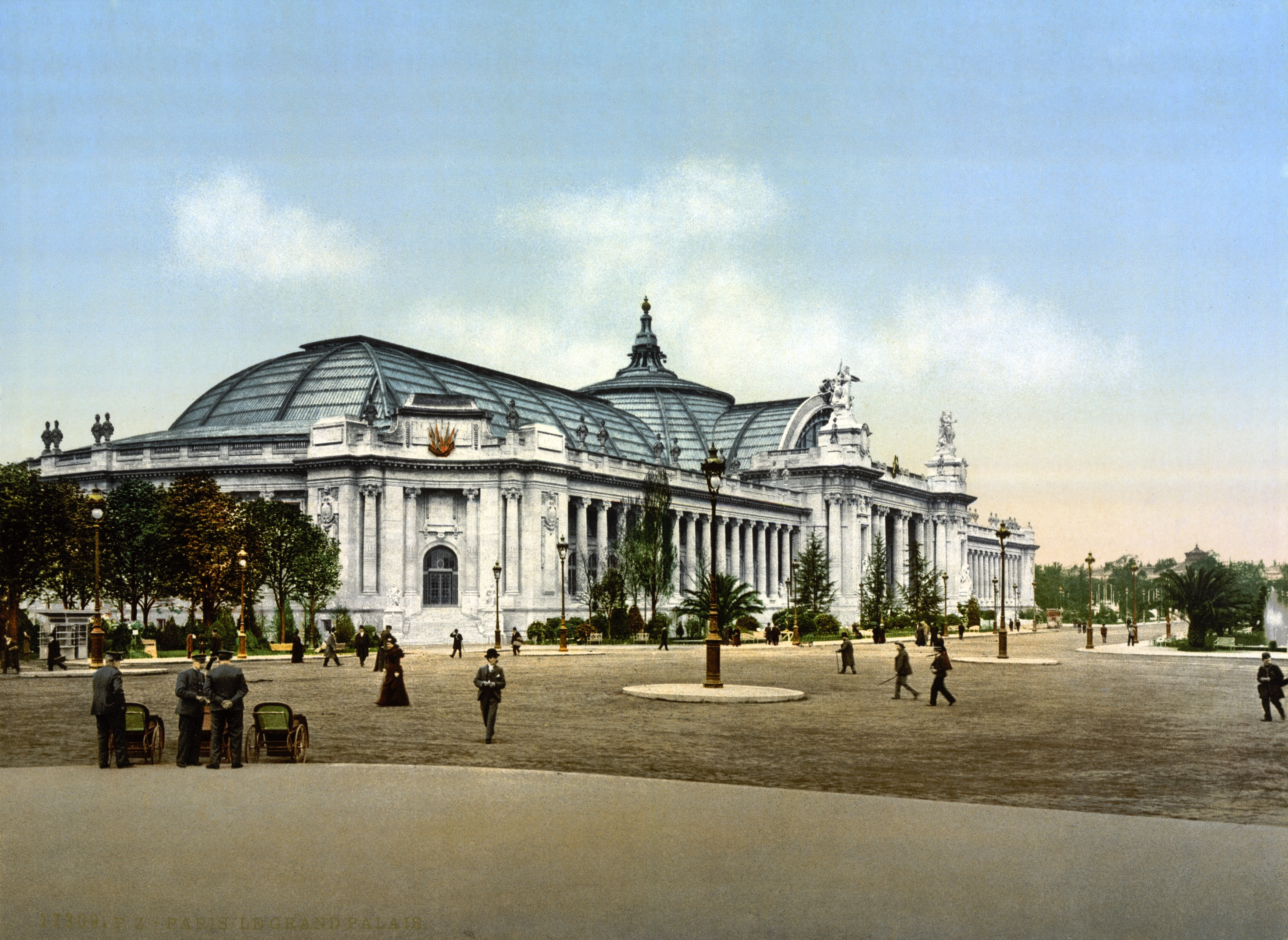
Aspecte del Grand Palais l'any de la seva inauguració (1900).

Les obres van començar la primavera de 1897 amb la demolició progressiva del Palau de la Indústria, que va desaparèixer definitivament el 1899, a la vegada que tres equips escollits per cada arquitecte avançaven segons cada pla d'obra al seu ritme i saber.
L'obra, per a la qual es van arribar a mobilitzar fins a 1.500 obrers, va aplicar noves tècniques de construcció el formigó armat segons un sistema patentat el 1892 per François Hennebique, al costat d'un desplegament de mitjans considerables per a l'època: vies fèrries per al transport del material, màquines de vapor per a les dinamos que accionaven les serres de tall, un pont grua per al manejament dels grans blocs, raïls interiors, bastides mòbils o una rampa des de la ribera del Sena per a l'aproximació de les barcasses de pedrissa. Destacaren les habilitats tècniques de la societat Moisant-Laurent-Savey, que van construir la part metàl·lica desplegada als costats dels Camps Elisis i de l'avinguda d'Antin. La mateixa empresa Moisant va ser així mateix l'encarregada de la fusteria en ferro i acer de la gran escala d'honor dissenyada per Louvet.
Les característiques heterogènies del terra, dur al costat nord, on es trobava el Palau de la Indústria, però de mala qualitat al costat sud, sobre al·luvions del Sena, van provocar un retard de vuit mesos sobre el pla original. Es requerí un procés de cimentació dificultós que va necessitar l'ús de 3.400 puntals de roure, de 25 a 35 cm de diàmetre, que van perforar fins a 12 metres de profunditat el sòl basalt calcari. Per als murs es va aplicar la tècnica de doble paret, un full exterior d'obra de pedra picada, constituït per blocs de pedra provinents de diversos jaciments de tota França, i un full interior, de maó i maçoneria. Al termini d'execució de l'obra, s'havia conformat una estructura per a la qual es van utilitzar 8.500 tones de material, 500 més que les requerides per a la Torre Eiffel i 2.000 menys que les de l'Estació d'Orsay. Tanmateix, el dia de la inauguració algunes seccions interiors estaven encara sense acabar.
La construcció del Grand Palais de París va tenir un cost total de 24 milions de francs de l'època, dels quals, com destacava la Guia de l'Exposició, 300.000 francs s'havien destinat únicament als importants grups escultòrics de les quadrigues de l'escultor Georges Récipon.
Poc després, les dificultats del terreny tornarien a l'actualitat, quan l'any 1903 Alfred Picard, comissari general de l'exposició, va publicar un informe on advertia l'existència de problemes estructurals a l'edifici, a conseqüència del descens del nivell freàtic, cosa que provocaria al llarg de la història del palau nombroses intervencions de restauració fins a arribar a la gran obra empresa a partir de 1993.

### Inauguració

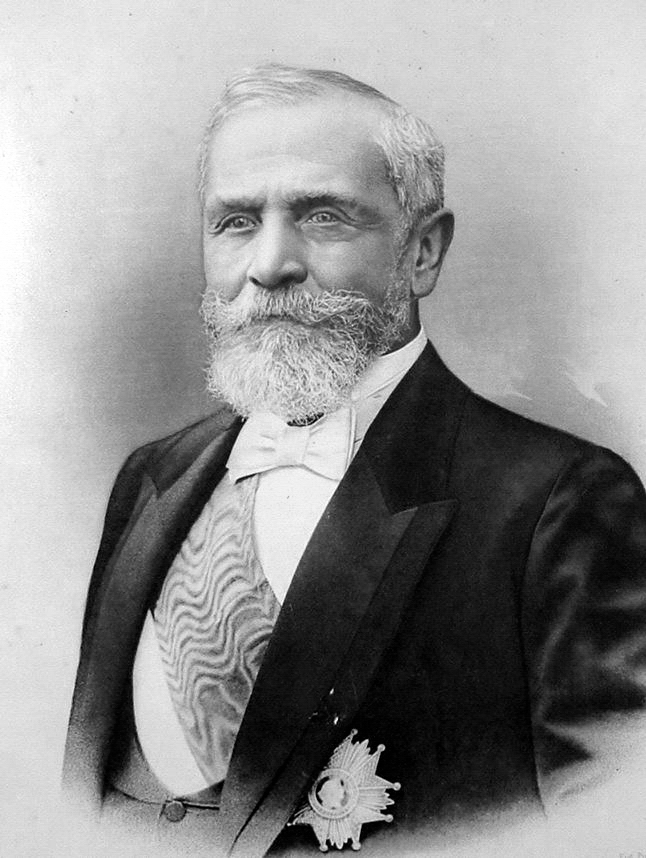
El president de la III República francesa, Émile Loubet, un dels assistents a la inauguració del Grand Palais el 1900.

La inauguració del Grand Palais es va efectuar amb tota la magnificència pròpia de la Tercera República Francesa, aleshores en el centre d'una crisi política originada pel controvertit cas Dreyfus, en una cerimònia celebrada l'1 de maig de 1900, en presència de Émile Loubet (1838-1929), president de la República francesa, de René Waldeck-Rousseau (1846-1904), president del Consell i ministre de l'Interior i de Cultura de França, de Georges Leygues (1857-1933), ministre d'Instrucció pública i Belles Arts, d'Alexandre Millerand (1859-1943), ministre de Comerç, Indústria, Correus i Telecomunicacions, i d'Alfred Picard (1844-1913), comissari general de l'Exposició Universal de París. Una inscripció gravada a la pedra d'una de les cantonades de les parets de l'edifici commemora l'esdeveniment.
Durant l'Exposició Universal, el Grand Palais va servir tant per a l'exposició d'obres pictòriques a les diverses sales condicionades aleshores a la primera planta, com també per a la celebració de concerts a la sala d'honor darrere la gran escalinata, i fins i tot concursos d'hípica gràcies als estables preparats als soterranis del palau i que es comunicaven mitjançant rampes de suau pendent amb les pistes de concurs a l'exterior.

### Salons i exposicions
Inicialment concebut com a Palau de Belles Arts per a funcions destinades a les exposicions i celebracions de mostres artístiques, el Grand Palais ha anat al llarg de la seva història ampliant la varietat temàtica de les seves activitats.
Salons artístics
Els salons dedicats a les belles arts van conèixer llur edat d'or als trenta primers anys d'existència del Grand Palais. Amb l'adveniment del Front Popular el 1936, aquestes presentacions, considerades per alguns com una expressió d'art reservada a l'elit burgesa, van perdre progressivament prestigi i van veure reduïda de manera considerable la superfície a favor de la instal·lació definitiva del Palais de la découverte (Palau del Descobriment) dedicat a les ciències aplicades, el 1937 per iniciativa del físic Jean Perrin. Després de la Segona Guerra Mundial, els salons artístics van perdurar una mica més, fins a veure el seu espai d'exposició disminuir i ser confinats als llocs menys nobles i visibles del Grand Palais.
S'han celebrat al Grand Palais els següents salons d'art:
- Saló d'artistes francesos (1901).

Cartell del concurs Lépine de l'any 1910

- Saló d'artistes independents (1901).
- Saló de la Societat Nacional de Belles arts (1901).
- Saló de l'Orientalisme (1901).
- Saló dels pintors, els gravadors i els litògrafs (1901).
- Saló de la Unió de les Dones pintores i escultores (1901).
- Saló de la Tardor (1903 a 1993).
- Saló de les Arts aplicades (1925).
- Saló d'Art de París (2006).

Salons tècnics
Després de la Segona Guerra Mundial, es va impulsar la celebració de salons tècnics i comercials, en considerar-se aleshores que eren més rendibles que els artístics. Tanmateix, aquest tipus d'exposicions van declinar al Grand Palais a partir dels anys 1960 fins que van ser traslladades al Centre des nouvelles industries et technologies («Centre de les noves indústries i tecnologies») o al parc d'exposicions de la «Porta de Versalles».
- Saló de l'automòbil (1901 a 1961).[15]
- Saló de maquinària agrícola i hortícola.
- Exposició Internacional de la Locomoció Aèria (1909-1952), que inicialment se celebrava a les instal·lacions del Saló de l'automòbil; després de la seva independència d'aquesta exposició va prendre el nom de «Saló de l'Aeronàutica» i després el de «Saló de la Indústria aeronàutica» abans de traslladar-se el 1953 a les dependències de l'aeroport de Le Bourget.

Salons comercials
Aquestes exposicions també van deixar el Grand Palais per manca de superfície disponible:
- Saló de les arts domèstiques, l'antic Saló dels aparells d'ús domèstic (1926-1960, amb una interrupció de 1940-1947).
- Saló de l'Hàbitat.
- Saló de la Qualitat francesa.
- Saló de França Exòtica (en 1939 i 1940).
- Saló de la Infància.
- Fira de París.
- Fira Internacional d'Art Contemporani (FIAC).
- Fira del llibre (1981-1991).
- Saló de la música clàssica i del jazz (Musicora).

Esdeveniments puntuals
- Concursos i presentacions del «Saló de la Societat hípica» (1900-1937).
- Exposicions de les colònies.
- Concerts, espectacles de circ o de music-hall, congressos, desfilades de moda i festes diverses.

Altres utilitzacions curioses
Al llarg del segle xx, el Grand Palais ha estat unes vegades víctima dels drames de la història i d'altres testimonis de reutilitzacions sovint imprevistes:
- Al principi de la Primera Guerra Mundial, el Grand Palais va ser utilitzat com a aquarterament per a les tropes colonials en ruta cap al front abans d'habilitar-se com a hospital improvisat, per als ferits de la Marina que no van poder trobar plaça als hospitals de la capital, plens de gom a gom.[16]
- Durant la Segona Guerra Mundial, el Grand Palais va patir un bombardeig i després va ser requisat per a dipòsit protegit de vehicles militars. L'agost de 1944, durant els combats per l'alliberament de la capital ocupada pels nazis, va resultar parcialment cremat a conseqüència d'un incendi declarat al «paddock» i a la galeria nord-oest.[16]

Més tard, diverses institucions i serveis públics de França es van instal·lar al cor del Grand Palais sense provocar cap reacció particular per part del seu ministeri de tutela:
- La comissaria de policia del 8è districte de París, encarregada de la vigilància del Palau de l'Elisi i dels seus accessos.
- Una oficina de duana.
- Tallers d'arquitectura descentralitzats de l'École Nationale Supérieure des Beaux-Arts, convertits, a partir de 1968, en una unitat pedagògica d'arquitectura.
- La Unió Europea de Radiodifusió d'estudis germànics i eslaus, dependència de la universitat de La Sorbona.
- Un restaurant universitari.
- La Direcció Regional d'Assumptes Culturals (DRAC) de l'Illa de França.
- Una part de les oficines de la Missió del patrimoni fotogràfic.
- Diverses oficines i habitatges per a funcionaris.
- Un aparcament subterrani.

### Palau del Descobriment

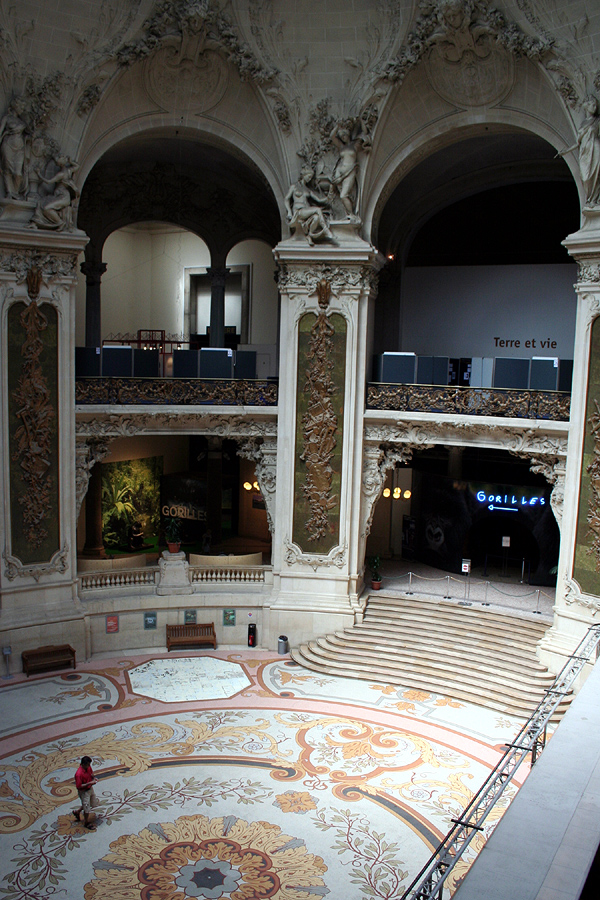
Interior del Palau del Descobriment

El Palau del Descobriment, construït durant l'Exposició General de segona categoria de París, el 1937 per iniciativa del físic Jean Perrin, està instal·lat a l'antic Palau d'Antin, a l'ala oest. Concebut, en un principi, com un espai d'exposicions temporals, va aconseguir després de diverses peripècies, mantenir-se al Grand Palais i ocupar un lloc propi de 25.000 m² de superfície, assolint amb el temps una gran popularitat, més que la prevista en els seus començaments.

### Galeries nacionals del Grand Palais
El 1964, Reynold Arnould va condicionar una part de l'ala nord del Grand Palais a petició d'André Malraux, l'aleshores ministre de Cultura de França, per a una nova secció, les Galeries nationales du Grand Palais. Aquesta secció estava destinada a rebre grans exposicions temporals de col·leccions provinents dels museus nacionals del país i albergà, el 1966, una retrospectiva del pintor Pablo Picasso i una important presentació d'art africà. En aquesta exposició es va poder veure la sèrie completa de Las Meninas de l'artista malagueny, entre moltes d'altres obres de referència. Arran de l'èxit obtingut, el Govern francès va renunciar al seu eventual projecte de demolició de l'històric Grand Palais i de l'edifici que després va transformar en Museu d'Orsay. El 1991, durant l'exposició consagrada a l'artista Georges Seurat, el Grand Palais va patir el primer robatori de la seva història, que va afectar la pintura Cocher de fiacre, de 1887.
Algunes exposicions realitzades a les Galeries nacionals:
- «Tresors submergits d'Egipte», del 9 de desembre de 2006 al 16 de març de 2007.[22]
- «Els Nous Realistes», del 28 de març al 2 de juliol de 2007.[23]
- «L'Imperi dels Gupta. L'Edat d'or de la civilització de l'Índia», del 4 d'abril al 8 de juliol de 2007.[24]
- «Monumenta 2007», del 30 de maig al 8 de juliol de 2007.[25]
- «Disseny contra Disseny. Dos segles de creacions», del 26 de setembre de 2007 al 8 de gener de 2008.[26]
- «Courbet», del 10 d'octubre de 2007 al 28 de gener de 2008.[27]
- «Art en Capital», del 22 de novembre al 2 de desembre de 2007.[28]

## Arquitectura
El Grand Palais constitueix un resum dels gusts de la Belle Époque resultat de l'eclecticisme lliure de l'«estil de Belles Arts» parisenc. Al mateix temps, té una concepció que va marcar el principi d'una època de l'arquitectura on el propietari de l'obra, a la vegada artista i tècnic, ocupa un paper preponderant. L'obra va suposar també un retorn a l'ús de la pedra ricament ornamentada, per contrast amb altres obres contemporànies impulsades en ferro i acer, com comentava l'escriptor Paul Morand, i un dels últims punts decisius d'una època anterior a l'era de l'electricitat, quan les grans estructures en vidre transparents, hereves del Crystal Palace de Londres, concebut per Joseph Paxton el 1851, permetien l'aportament de la llum natural indispensable per al desenvolupament de les funcions d'exposició a les quals es va destinar l'edifici.

### Planta: naus i coberta

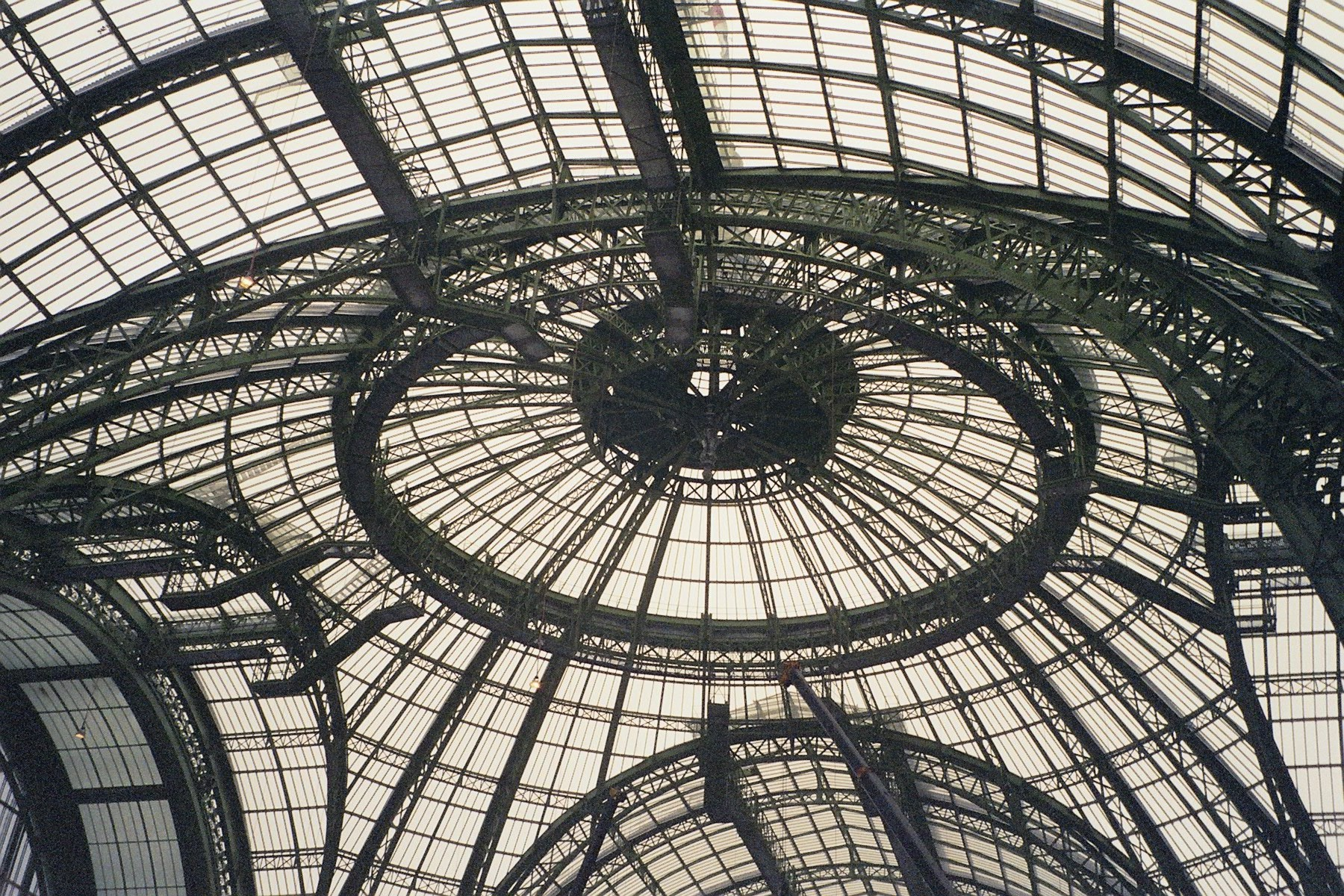
Detall de l'estructura metàl·lica i vidriera del cimbori, base de la cúpula del Grand Palais de París.

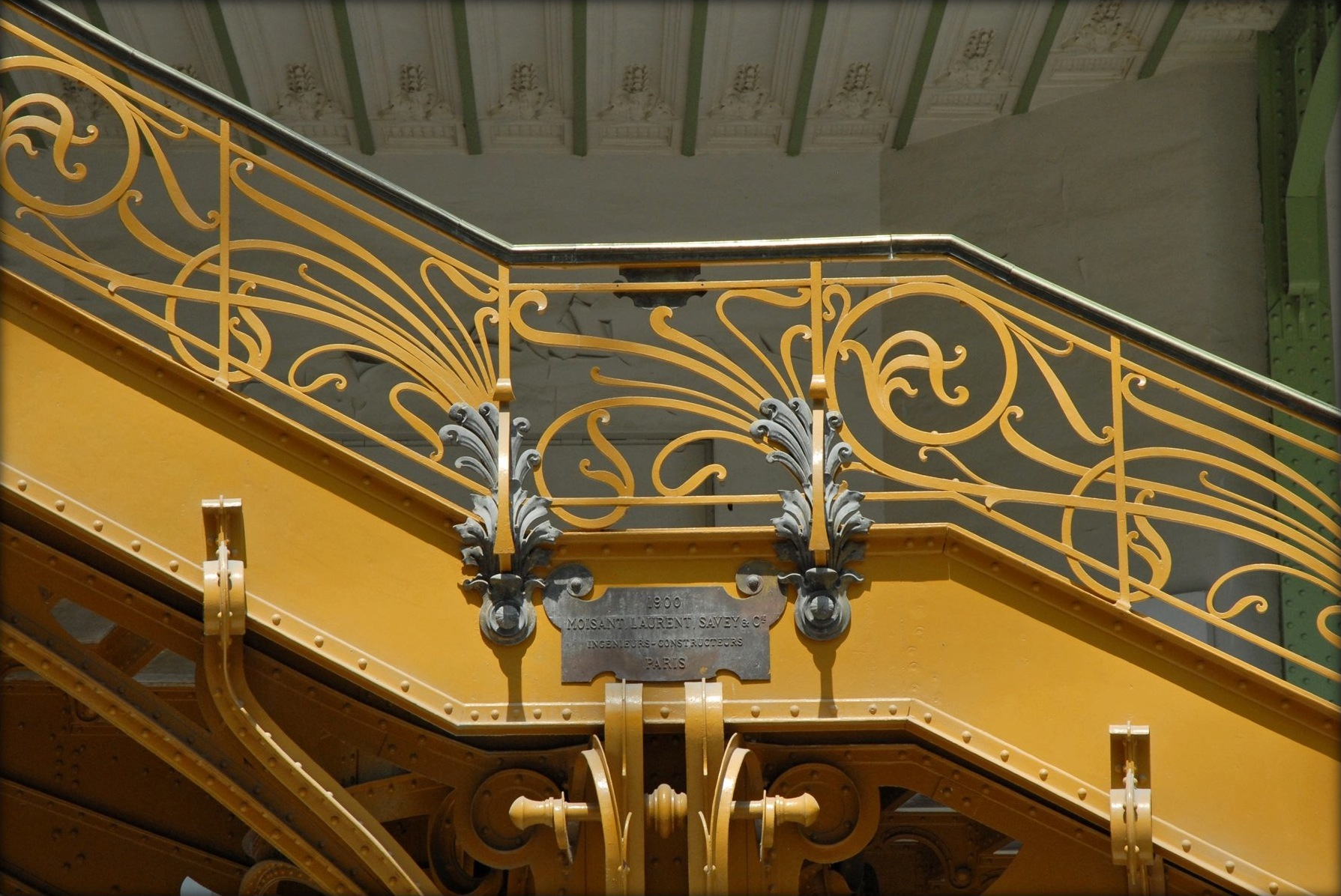
Detall de l'escala d'honor, de clar estil modernista

La nau central, amb una longitud aproximada de 240 metres, està constituïda per una imponent coberta, espai rematat per una ampla vidriera. La volta de canó, lleugerament rebaixada a les naus nord i meridional i a la nau transversal, i el cimbori i la cúpula, fets d'acer i vidre, pesen 8.500 tones i s'eleven a 45 metres d'alçada de la coberta, assolint els 60 metres a l'esfera del llanternó.
Al començament, la construcció i el funcionament intern van ser organitzats segons un eix est-oest. La comunicació entre la gran nau i d'altres parts del palau, com ara el saló d'honor, l'ala central i el Palau d'Antin, es feia mitjançant una àmplia escala de ferro, d'inspiració clàssica amb trets de modernisme. La instal·lació, de manera estable, del Palau del Descobriment, a partir de 1937, que ocupava l'espai del Palau d'Antin, va afectar el pla de distribució de les circulacions interiors i va deixar inhabilitada una de les dimensions de l'edifici amb l'accessòria i decorativa gran escala d'honor, que es recolzava en una paret cega i una ampla porta, que va quedar des d'aleshores emmurallada. Les naus estan cobertes per una carcassa metàl·lica de color verd que uneix totes les peces de vidre laminat, que dona una gran lluminositat a les naus.

### Façana i columnata de Deglane
La façana principal, oberta en perfecta simetria sobre l'avinguda de Nicolau II, està constituïda per una vistosa columnata o peristil, obra de Henri Deglane, inspirada en la realitzada per Claude Perrault per al Louvre en temps de Lluís XIV, i rematada amb talles de branques de roure i llorer i, a intervals, per grups escultòrics a la seva base, evocant les arts de grecs, romans, fenicis i les del Renaixement, encara que resulta per a alguns crítics dissimulada —com a l'estació d'Orsay, que va ser edificada per Victor Laloux per a la mateixa Exposició Universal— per la innovació de l'estructura metàl·lica. Darrere les obertures, cada una dividida per dobles columnes, prop de la porta central, hi ha quatre escultures que evoquen les figures idealitzades de les arts de l'«Arquitectura», la «Pintura», l'«Escultura» i la «Música».
Els frisos exteriors, dissenyats per Edouard Fournier (Les Grandes Époques de l'Art) i Joseph Blanc (L'Histoire de l'Art) són un extens mosaic de prop de setanta-cinc metres de longitud, realitzat segons les tècniques tradicionals i oferint a la vista una llarga banda voltada de colors vius realçats amb or, que reprodueixen diverses escenes representatives de les grans civilitzacions de la història, tal com eren imaginades a la fi del segle xix. Així, se succeeixen d'Egipte a Mesopotàmia, de la Roma Antiga de Cèsar August a la Grècia del segle de Pèricles, del Renaixement italià a la França de l'edat mitjana i de l'Europa industrial a la de les arts clàssiques i barroques.
Les civilitzacions més llunyanes, com antigues colònies no van ser oblidades, i també van ser glorificades en aquests frisos: Àfrica mediterrània i subsahariana, Orient i el subcontinent indi, el sud-est asiàtic i Indoxina i els temples d'Angkor, la Cotxinxina i els paisatges annamites prop de la ciutat d'Huế, i l'Extrem Orient amb representacions de la misteriosa Xina i del Japó, aleshores de moda des del recent entusiasme dels pintors impressionistes i dels escriptors per aquest país, i evocacions d'Amèrica.

### Balustrada: les quadrigues de Récipon

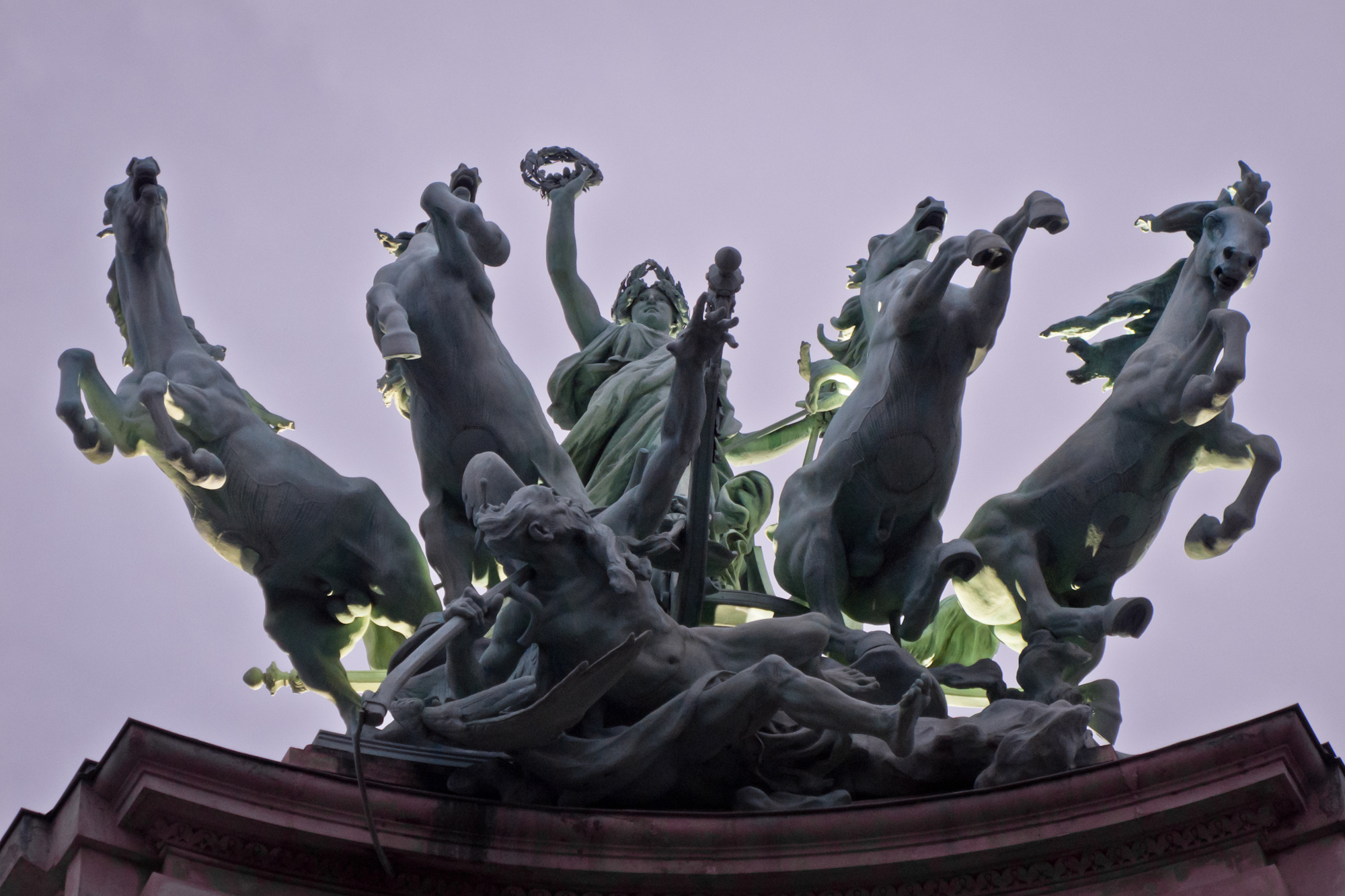
L'Immortalité devançant le Temps

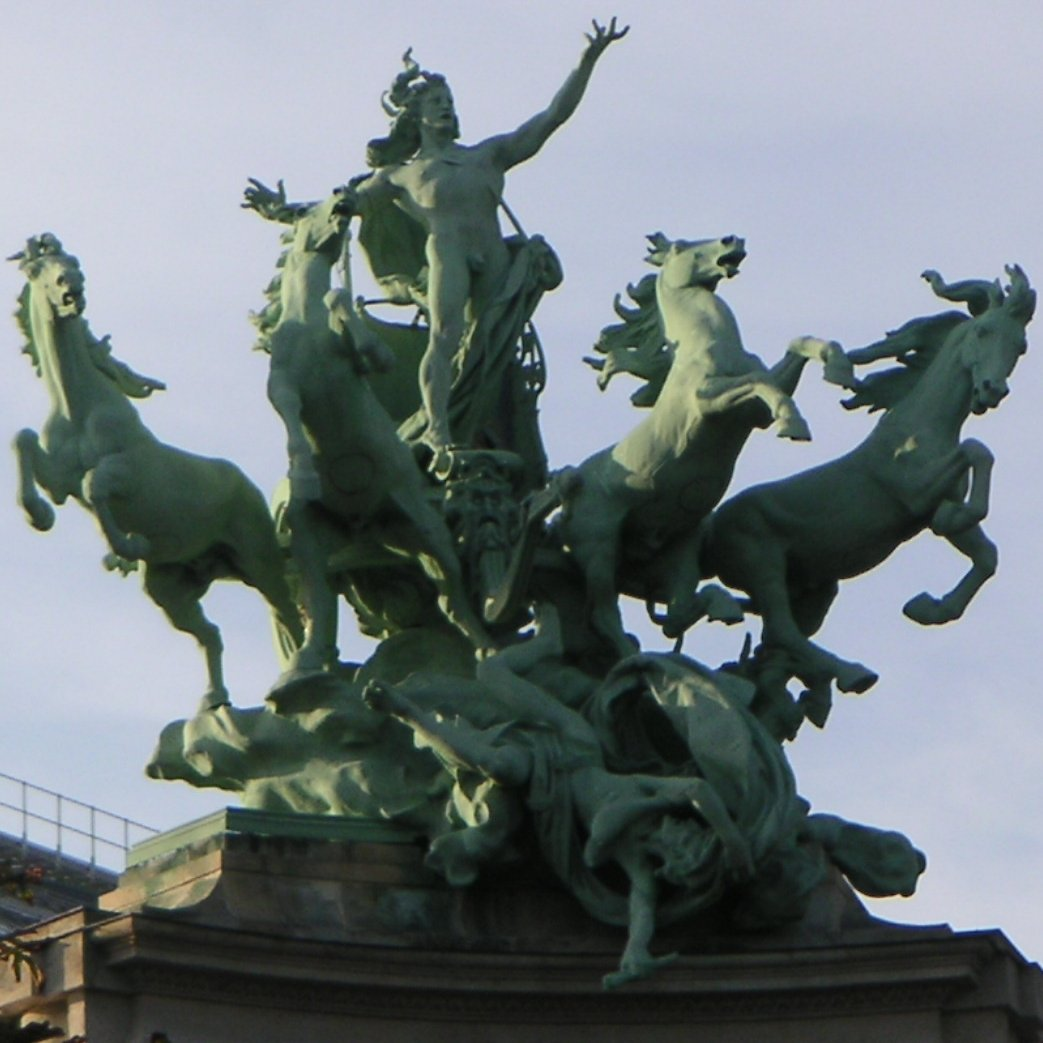
L'Harmonie triomphant de la Discorde

Les balustrades que envolten les façanes es troben decorades en els seus laterals per grans àmfores dobles, mentre que la principal, novament en un interès d'atreure l'atenció de l'espectador cap a l'entrada, està reservada a l'espai d'exposició de dos grups escultòrics d'excepcional elaboració, obra de l'artista Georges Récipon, que, fabricats en bronze, coronen des d'una altura de trenta metres les entrades i el seu frontó, al nord-est i el sud-est del Grand Palais, representant dos temes al·legòrics en forma de quadrigues:
- Al costat dels Camps Elisis: L'Immortalité devançant le Temps, «La Immortalitat avançant al Temps».[34]
- Al costat del Sena: L'Harmonie triomphant de la Discorde, «L'Harmonia triomfant sobre la Discòrdia».[35]

Cada quadriga està constituïda per tres parts estructurals principals i elements accessoris:
- L'exterior està constituït per plaques de coure repujades, que pesen 5 tones.
- Una carcassa metàl·lica, constituïda per una estructura principal ancorada al massís revestit amb maçoneria i a qui s'uneix una estructura secundària. Aquest conjunt pesa 7 tones.
- L'estructura principal està ancorada a la maçoneria del sòcol de pedra, mitjançant una gàbia metàl·lica, l'interior de la qual està farcit per un llast. Aquest conjunt pesa 11 tones.
- Accessoris de ceràmica: a les rodes dels carros i als lleons alats, situats en la part posterior del carro.

Les quadrigues es retiraren de les cantonades del Grand Palais entre juliol i setembre del 2001, per ésser restaurades al llarg de l'any 2003. El 2004, foren tornades al seu emplaçament l'abril d'aquell mateix any.

### Crítica arquitectònica
El Grand Palais no va deixar indiferent a la comunitat d'arquitectes i crítics d'art, i provocà comentaris i crítiques tant favorables com contraris. Així, una de les objeccions més comunes va ser el sentiment d'excés i sobrecàrrega de detalls, amb sobreelaboracions considerades innecessàries. Per a especialistes com James P. Boyd, la construcció en vidre i acer de la coberta no era estèticament tan destacable com l'obra de la façana, que resultava per això disminuïda, mentre que el World's Fair Magazine es lamentava de l'aspecte similar a una «gran estació de trens» i el contrast de materials.
Tanmateix, per als crítics favorables, com Herbert E. Butler de l'Art Journal, el Grand Palais destaca per la seva gran bellesa resultat de l'efecte de la dimensió sobre la perspectiva i de la combinació en el gust i selecció dels detalls i colors, o per James Boyd, qui va reconèixer també l'encert a l'equilibri entre els detalls decoratius i el disseny general de l'edifici.

## La gran restauració

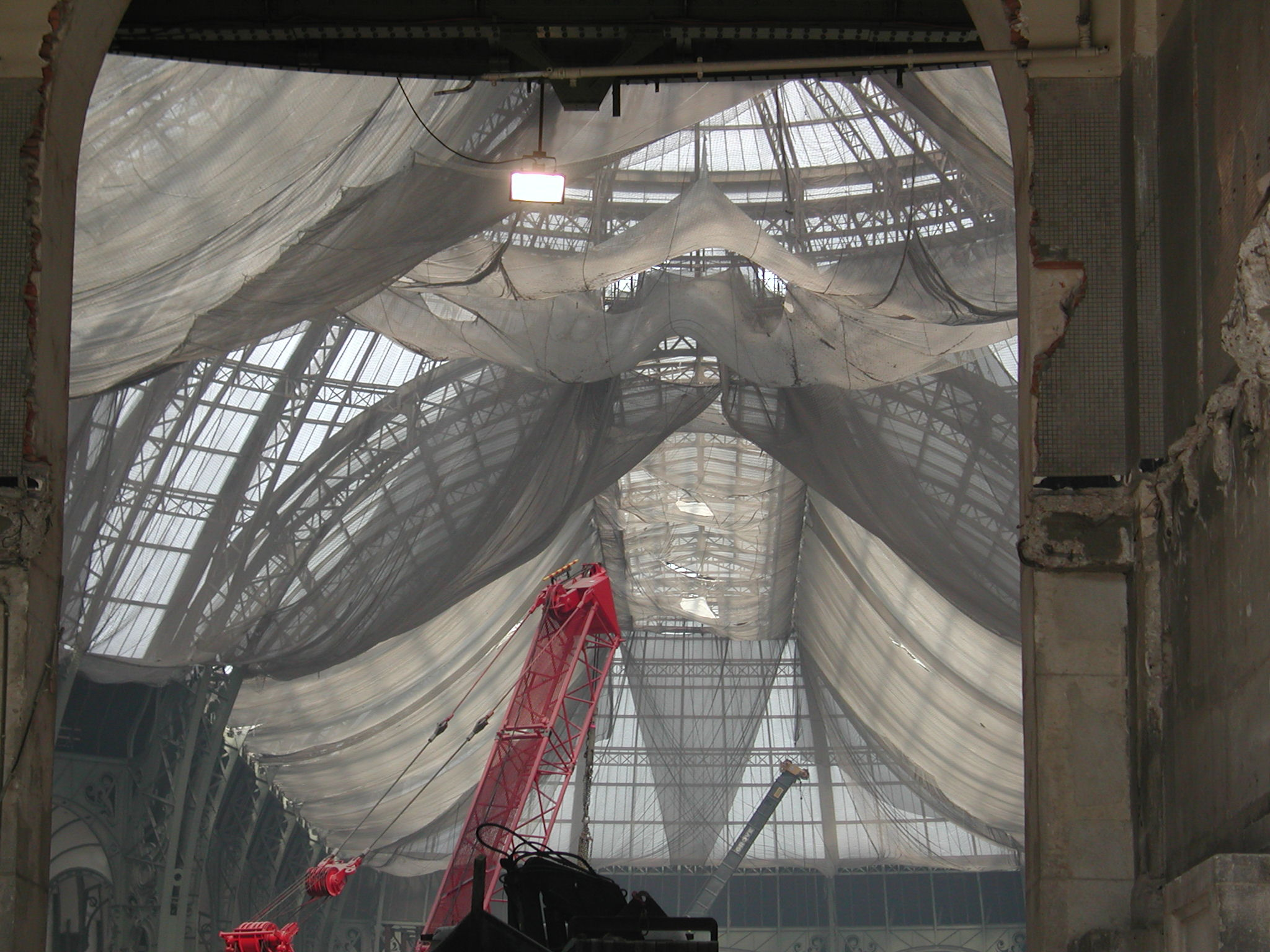
Els treballs de restauració de la nau central (2002)

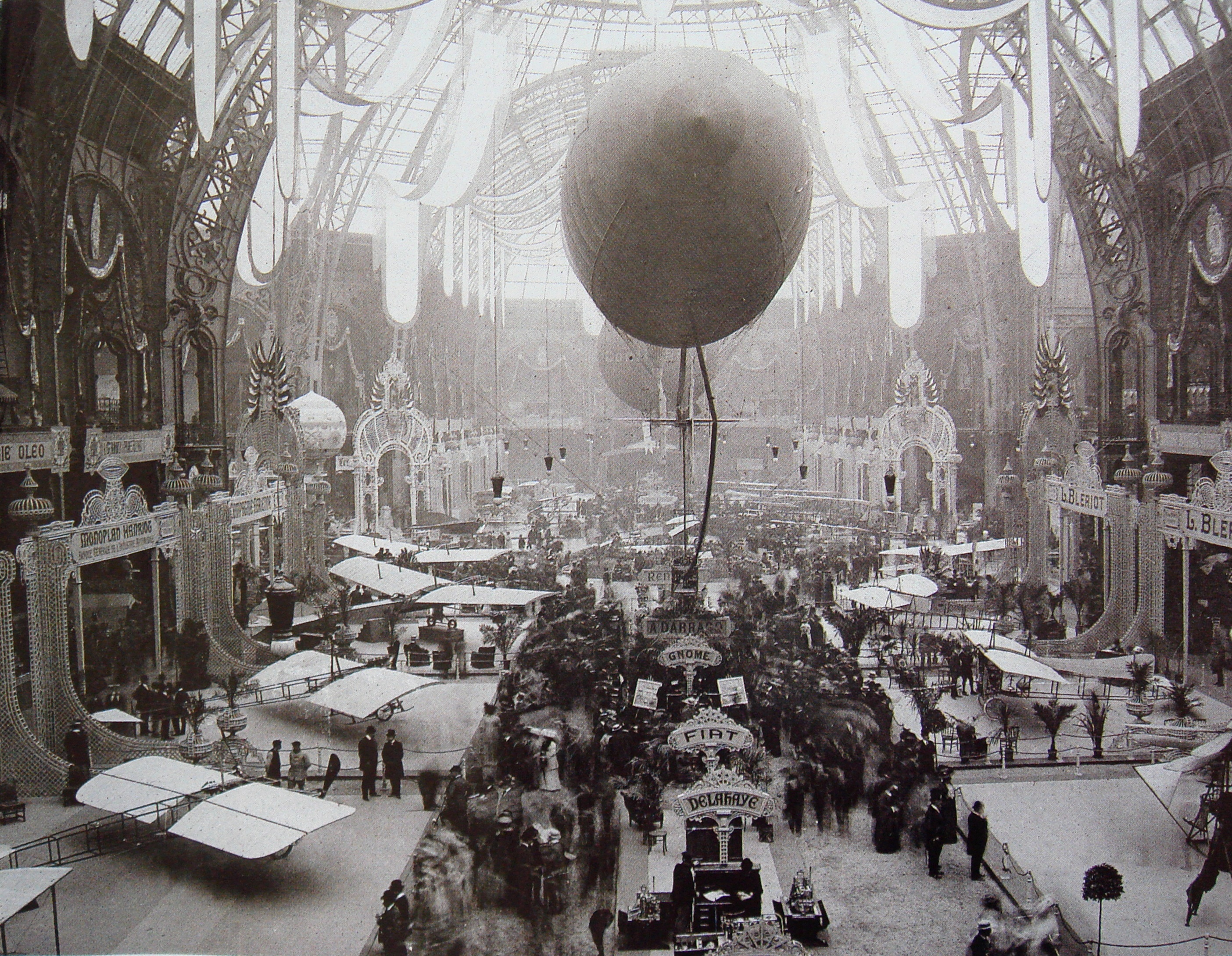
Saló de l'Aeronàutica de 1909

El juny de 1993 es va donar l'alerta després de desenganxar-se un element de rebló i caure, des d'una alçada de prop de trenta-cinc metres, durant una exposició dedicada al disseny. Jacques Toubon, aleshores ministre de Cultura de França, va prendre la decisió de tancar «provisionalment» el Grand Palais el mes de novembre del mateix any, a causa del perill que representava la caiguda de nous reblons sobre el públic.
La col·locació de xarxes de protecció sota les vidrieres i la convocatòria d'experts per pal·liar aquesta situació no van bastar per mantenir el Palau obert al públic. Només després dels necessaris treballs per garantir la seguretat, les Galeries nacionals i el Palau del Descobriment van estar novament disponibles. La utilització de la nau central es va interrompre durant dotze anys.

### Incidències detectades
La conducta de les maçoneries i de l'armadura metàl·lica provenia de diversos factors:
- Els fonaments de l'edifici estaven constituïts per estaques de roure que sustentaven uns massissos de pedra o de formigó, que estaven sotmesos a variacions i a una disminució progressiva de la capa freàtica. A causa de successives campanyes de treballs, de reajustaments del servei de vies públiques i del moll a la vora del Sena, aquest fenomen va provocar una erosió per l'aigua, i com a conseqüència, l'oxidació dels caps dels puntals. L'esllavissament va forçar als especialistes a augmentar, primer, el nombre de les estaques per rectificar i, després, lleugerament les maçoneries i el perfil de l'armadura en els quals es reflectien els moviments del sòl. Prop de 2.000 nous puntals van ser finalment instal·lats, però es van quedar lluny d'assolir el «sòl bo». Aquest llit geològic estable se situa a una profunditat per entre 15 i 20 metres de profunditat.[4]
- La naturalesa al·luvial del terreny i la seva tendència natural a relliscar cap al llit del Sena.
- Els xocs soferts directament per l'estructura metàl·lica, a mercè de les realitzacions d'imponents decoracions o d'exposicions, com ara el Saló de l'Aeronàutica, on hi havia globus, de vegades, presentats en suspensió. Això va provocar un envelliment prematur de diversos elements metàl·lics.
- La utilització del Grand Palais per a presentacions hípiques va tenir com a conseqüència una alteració a la base de diversos pilars, a causa de l'acidesa del sòl, que absorbia l'orina dels cavalls.
- L'ús superior de làmines reblades d'acer en la concepció de l'estructura metàl·lica, en lloc d'utilitzar elements de ferro, com en la torre Eiffel. Aquest material, a l'època de l'obra, era menys flexible i es dilatava menys que la fabricació d'avui dia, a part que aquesta unió de més de dos-cents metres no contenia cap juntura de dilatació.[4]
- La deformació d'armadures i d'altres elements, deguda a assentaments diferencials i també al mateix pes de la cúpula.
- Les primeres esquerdes que van aparèixer van ser causades per l'entrada d'aigua a través de la vidriera, el que provocava una lenta corrosió del metall.

En el curs dels estudis que van precedir els treballs de recuperació es va estimar que l'enfonsament dels massissos dels fonaments de l'ala meridional era de fins a 14 cm i que existia una variació d'altura, a la part metàl·lica de l'obra, de 7 cm. Aquests valors van ser suficients per provocar danys estructurals considerables.

### Campanya de restauració
El ministeri de Cultura i de Comunicació de França va iniciar l'expedient de restauració. Les obres van ser adjudicades a l'Establiment públic de Mestratge d'Obra dels treballs Culturals (EMOC). Les persones que es van posar al capdavant dels treballs de restauració van ser Alain-Charles Perrot —arquitecte en cap de monuments històrics de França— i Jean-Loup Roubert —conservador del Grand Palais i arquitecte en cap dels edificis parisencs i palaus nacionals.
Programació de l'obra
Els treballs es van celebrar en dues fases:
- Primera fase (novembre de 2001 - agost de 2004): revisió d'una part dels fonaments mitjançant un desmuntatge i una revisió i reparació de les quadrigues i de la seva carcassa de ferro.
- Segona fase (2002 - finals de 2007): reparació de les parets i d'altres maçoneries esquerdades, de la vidriera i de les cobertes deformades o vetustes, des de 2005, amb una enguixada i pintura de les façanes, una restauració del gran fris exterior de mosaics i decoracions escultòriques i una segona i última campanya de consolidacions dels fonaments.

El pressupost previst d'aquesta obra va assolir els 101,36 milions d'euros, dels quals 72,3 milions es van destinar a la primera fase. El finançament estava assegurat gràcies a l'estat francès, a través del Ministeri de Cultura i de Comunicació.

### Xifres
Els fonaments:
- Es van utilitzar 8.900 metres quadrats de parets gravades, executades amb prop de 6.600 metres cúbics de formigó.
- Es col·locaren 2.000 puntals de formigó, amb prop de 10.000 tones de ciment.

La nau central:
- Longitud: 200 metres.
- Amplada: 50 metres, 100 metres a l'entrada principal.
- Altura: de 35 metres sota l'armadura metàl·lica, de 45 metres d'alçada sota la cúpula, i de 60 metres sota el llanternó.
- Superfície: 13.500 metres quadrats.

L'armadura metàl·lica:
- El pes de la part superior de la nau central és de 6.000 tones d'acer, de les quals 600 tones van ser reemplaçades durant la primera fase dels treballs de restauració, i sumant les de les altres naus fan un total de 8.500 tones.
- Nombre de reblons substituïts: aproximadament uns 15.000.
- Superfície pintada: 110.000 metres quadrats.
- Pes de la nova pintura: 60 tones, en tres capes, és a dir, pràcticament, l'equivalent a 2.000 pots de 30 quilos.

Els diferents envidraments:
- Superfície reemplaçada: 13.500 metres quadrats a la nau central i 16.000 metres quadrats comptant les vidrieres laterals, amb un pes de 280 tones de vidre per la nau central i 65 tones per les laterals.

Les cobertes i les obres metàl·liques s'han reemplaçat:
- 750 metres de baixants de plom i 110 metres de baixants de zinc.
- 1.200 metres d'ornaments de zinc estampat.
- 5.200 metres quadrats de petits terrats de zinc.

### Recuperació del color original de l'estructura metàl·lica

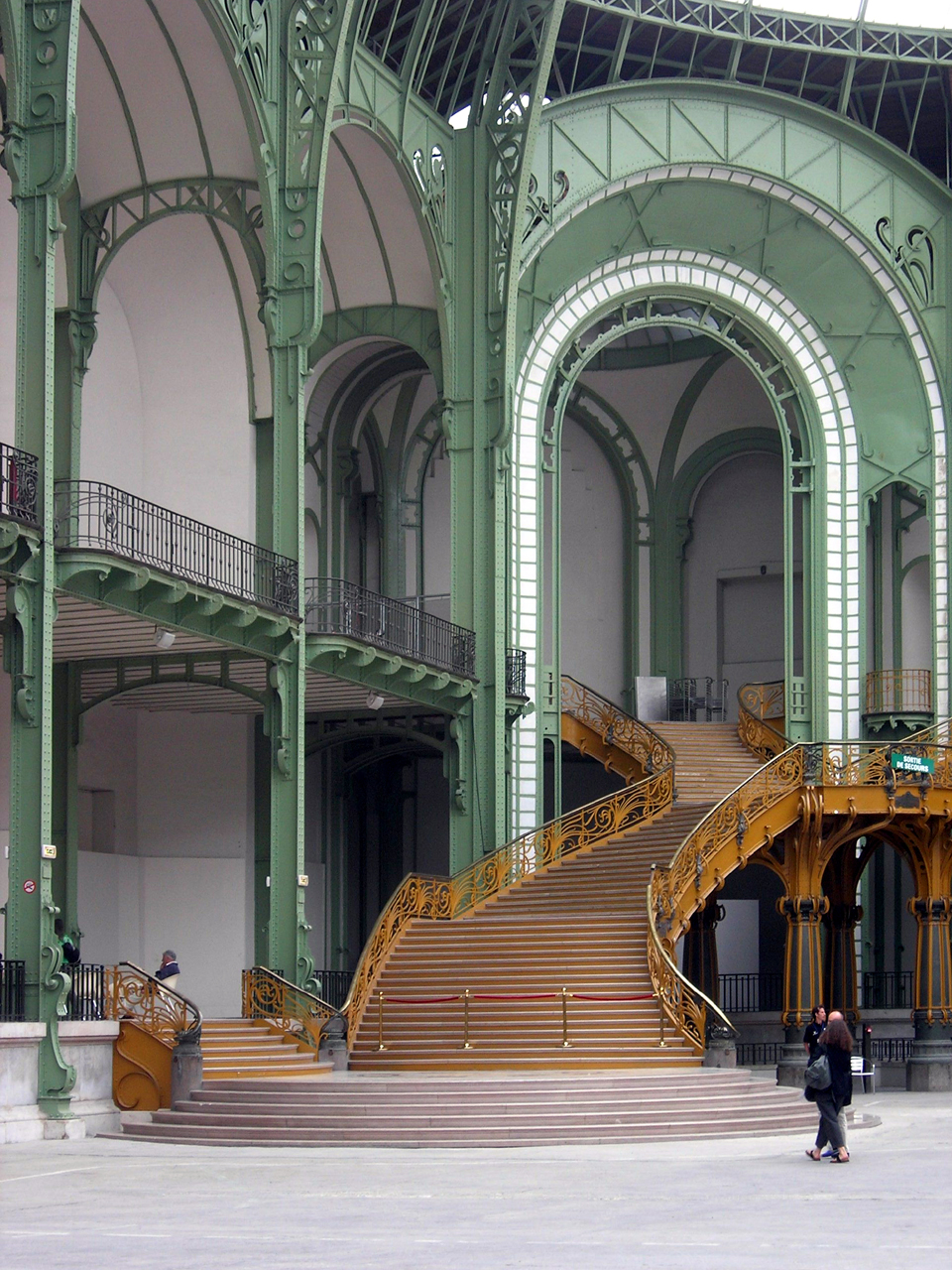
Estructura metàl·lica restaurada (2008)

Abans del començament dels primers treballs de rehabilitació de l'estructura metàl·lica de la nau central del Grand Palais, es va plantejar la possibilitat de restituir el color de la pintura original de l'any 1900, que l'any 2001 era semblant al gris després de les múltiples capes de repintat sofertes al llarg dels anys.
Aquesta opció va ser considerada després d'un primmirat estudi i anàlisi:
- El desmuntatge de les plaques que portaven el nom de les empreses que havien participat en l'obra de finals del segle xix va deixar a la vista les parts del recobriment menys exposades. Allà s'aprecià una coloració pròxima al verd clar.
- Mostres del recobriment van ser sotmeses a una anàlisi fisicoquímica al Laboratori de Recerca per a Monuments Històrics de Champs-sur-Marne. Entre els procediments emprats hi havia inspeccions mitjançant un microscopi electrònic de rastreig. Els exàmens van permetre determinar el nombre de capes, la  composició i els diferents pigments de la pintura utilitzada. La més antiga es va sotmetre a una exposició prolongada de raigs ultraviolats per avaluar-ne la conducta enfront de l'envelliment.
- Es va cercar la formulació del producte original emprat en la construcció de 1900 i per fer-ho, es va investigar el fabricant subministrador de la pintura. Era una empresa que va popularitzar la marca «Ripolin», amb la qual es coneix genèricament en francès a una gamma de pintures plàstiques, i que conservava encara els arxius de l'època en qüestió. Gràcies a això, es va poder trobar el producte subministrat, el qual s'havia batejat com verd «reseda». Tanmateix, sota la mateixa denominació de verd reseda s'havien comercialitzat tres matisos, pàl·lid, mitjà i fosc. Per això, es va haver de elaborar una anàlisi que va demostrar que la pintura emprada d'origen era el «verd reseda pàl·lid».

Després de la restauració de l'any 2005, s'observa l'armadura metàl·lica pintada amb un color rigorosament idèntic a l'emprat en el moment de la construcció a la fi del segle xix.
Aquesta pintura, segons un comunicat de premsa del ministeri de Cultura francès, podria obtenir la marca de fàbrica «Verd Grand Palais», a imatge del succeït amb la pintura «Marró Torre Eiffel».

### Rehabilitació de la vidriera
La restauració de l'armadura també va portar a la rehabilitació de la vidriera i de la trama poc estètica. Durant el transcurs de l'estudi previ, l'arquitecte Alain-Charles Perrot va suggerir que fos restituïda la trama inicial i l'amplada dels vidres, desnaturalitzats en el curs d'una campanya de revisió. A més a més, la constitució dels vidres no corresponia a les regles de seguretat exigides avui dia. El vidre armat d'aleshores va ser reemplaçat per un modern vidre laminat, que posseeix dues qualitats primordials:
- Permet al personal de manteniment circular sobre les passarel·les exteriors sense perill. El vidre armat, encara que reforçat per una armadura de filferro, no era capaç de suportar la caiguda d'un home, que després de travessar la vidriera, patiria una caiguda mortal. La nova vidriera, sense un augment notable del pes, evita aquest inconvenient i és, a més, d'un manteniment més fàcil.
- Lliure d'armadura interna i dels defectes d'acabat de l'antic material, el vidre laminat, encara que més gruixat (9 mm), és més transparent.[45] La perspectiva conjunta de les vidrieres de la nau central i l'atmosfera que regna en l'interior de l'edifici van ser transformats. Encara que aquesta transparència no correspon completament amb l'estat original, no es pot negar la millora aportada en la utilització dels espais d'exposicions. Així, els reflexos visibles de l'exterior també van ser modificats. Els tractaments aplicats sobre la superfície de la vidriera aporten un toc final i transformen la percepció que es podia tenir en els espais exteriors del Grand Palais.

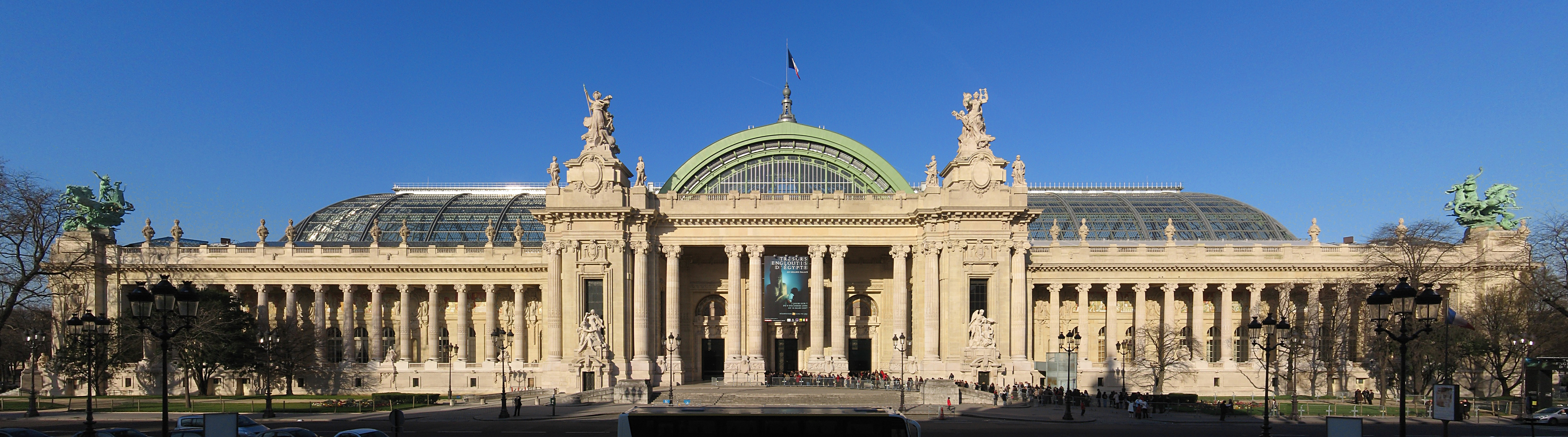
Façana principal, per Henri Deglane després de la darrera restauració.

## Renaixement i futur del Grand Palais

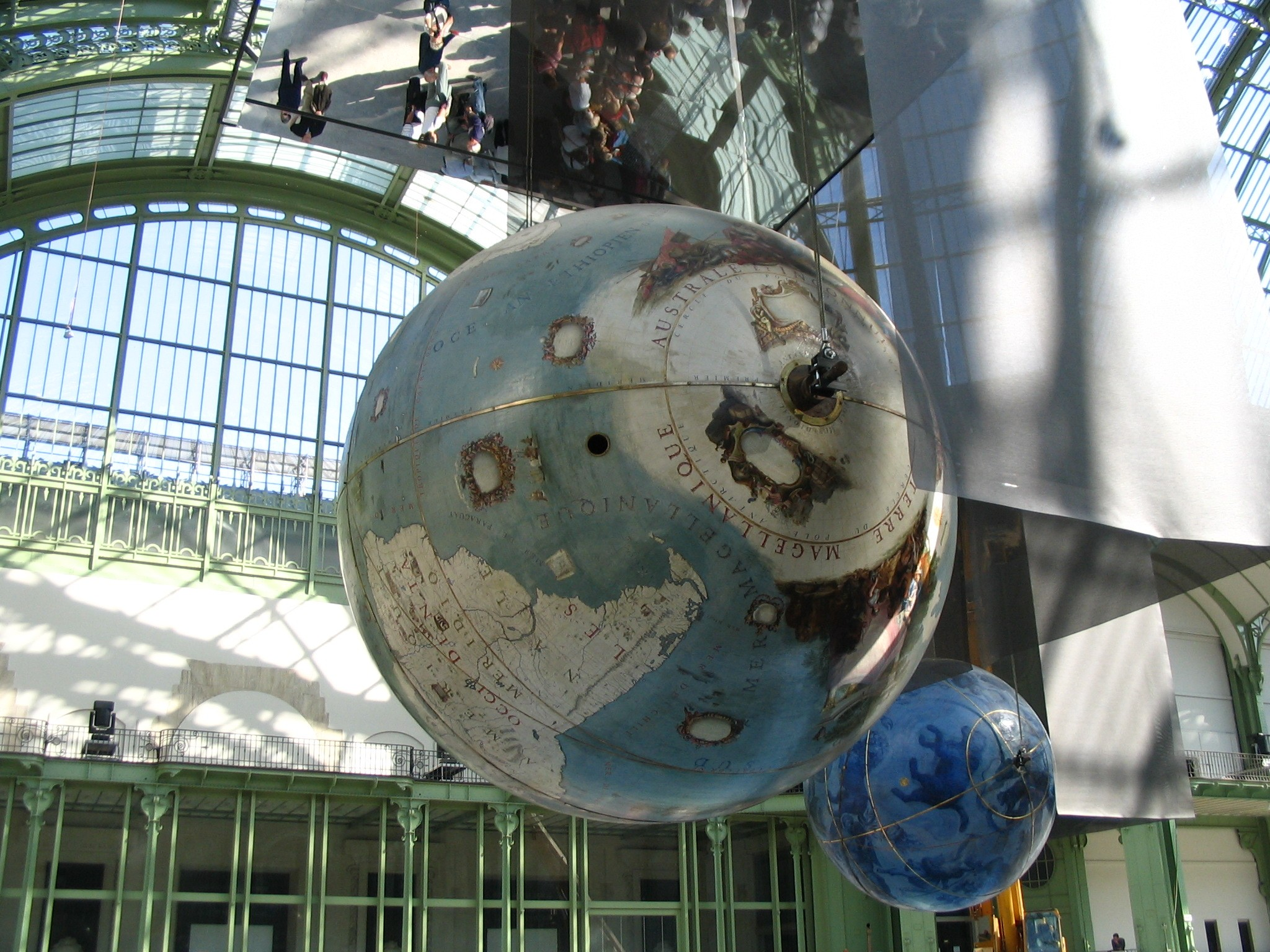
Globus de Coronelli durant el 2005 al Grand Palais

La nau va ser oberta al públic amb motiu de les Jornades Europees del Patrimoni del 2005. Durant dues setmanes, prop de 500.000 visitants van acudir al Grand Palais a contemplar la nova restauració i els dos globus de Vincenzo Maria Coronelli realitzats per al rei Lluís XIV.
«Més que una reobertura és un renaixement», va declarar el ministre de Cultura Renaud Donnedieu de Vabres, durant el seu discurs d'inauguració. El futur del Grand Palais està clarament marcat: serà la «meca» del patrimoni francès en el seu sentit cultural més ampli, no solament en la dimensió artística, sinó també en l'econòmica, tècnica, científica, festiva amb tota mena de fires, exposicions i esdeveniments.
Renaud Donnedieu de Vabres va preconitzar de transformar el lloc en «Establiment públic del Grand Palais», en lloc de confiar la gestió i programació a organismes privats. El Grand Palais gaudeix així de l'estatut d'establiment públic industrial i comercial (EPIC) des de l'1 de gener de 2007. El gener de 2011 es fusiona amb la Réunion des Musées Nationaux, sota la direcció de Jean-Paul Cluzel.